# Murah Soares
Murah Soares (* 24. Mai 1962 in São Paulo, Brasilien) ist ein afro-brasilianischer Tänzer und Choreograph. Er arbeitet u. a. für die Gruppe Afoxé Loni und für das Murah-Soares-Ensemble in Berlin. Er ist zudem Gründer des interkulturellen Forum Brasil e.V. sowie Gründer und Babalorixá (oberste spirituelle Führungs- und Leitungsfigur im Candomblé) Mura Lecimbe des Ilê Obá Sileké – des ersten Candomblé-Tempel Deutschlands – in Berlin.

## Leben
Geboren wurde Murah Soares in São Paulo, Brasilien. Aufgewachsen ist er in Salvador da Bahia bei seiner Großmutter in einem Tempel der Candomblé-Religion, dadurch wurde er sehr früh in die rituellen Gesänge und Tänze der afro-brasilianischen Kultur eingeweiht. Zunächst erhielt Murah Soares eine Ausbildung im Afro-Brasilianischen Tanz in der Grupo de Danca do Ballet Castro Alves in Salvador da Bahia. Zwischen 1983 und 1989 folgte ein Studium im klassischen Ballett, Modern Dance, Afro-Jazz und Jazz Dance an der Escola de Danca "Ausi Ballet", der Escola Ruth Rachou und der Escola de Danca Renata Prado Cheidde, allesamt in São Paulo, Brasilien.
Nach seinem Studium im Bereich des Tanzes widmete Murah Soares sich einer Weiterbildung zum Dozenten für Yoga und ayurvedische Ernährung am Instituto de Yoga. Nach seiner Ausbildung wirkte er bei zahlreichen Produktionen verschiedener Tanzgruppen in Brasilien, vor allem im Bereich des Modern Dance, mit. Neben seiner Aktivität als Tänzer begann er damit auch selbst zu unterrichten. Er etablierte sich in São Paulo an unterschiedlichen Akademien fortan nicht nur als Tänzer, sondern zunehmend auch als Choreograph und Dozent im afro-brasilianischen Tanz, dem sog. Brazilian-Afro-Dance. Auf Einladung der Tanzfabrik Berlin kam er erstmals 1990 nach Deutschland, dort realisiert er seither vor allem eigene Musik- und Tanzproduktionen. Viele davon erarbeitete er in Zusammenarbeit mit anderen bekannten Künstlern, wie dem Meister-Perkussionisten Eduardo Tucci da Silva, kurz: Dudu Tucci, Parana Bomfim, Leila El-Jarad.
In Berlin wurde er 1996 zum Mitinitiator des Berliner Karneval der Kulturen und gründete zu diesem Anlass zusammen mit Dudu Tucci die brasilianisch-deutsche Musik- und Tanzgruppe Afoxé Loni. Murah Soares (Choreographie) ist mit Dudu Tucci (Perkussion) bis heute der künstlerischen Leiter der Afoxé Loni. Die Gruppe steht in der Tradition brasilianischer Afoxé-Blocos, wobei brasilianische Rhythmen und Kompositionen gespielt werden. Traditionell eröffnet die über 200 Mitglieder umfassende Gruppe Afoxé Loni mit ihren charakteristisch weiß-goldgelben Kostümen des Bloco den Karneval der Kulturen in Berlin mit einem großen Reinigungsritual in der Tradition der Afoxés und führt die Parade an. Das Projekt Afoxé Loni wurde 2001 zu internationalen Festivals wie zum „Streets Ahead Festival“ in Manchester (England), zur „Joy Parade“ in Dublin (Irland) und zur „Fête de la Musique“ nach Mailand (Italien) eingeladen.
Die Tanz-Percussion-Projekte von Murah Soares und Dudu Tucci „Obaluaiyé“ (1993) und „Tanz der Elemente“ (1997) wurden im Haus der Kulturen der Welt in Berlin uraufgeführt. Einladungen folgten u. a. nach Manchester, Dublin, Oslo, Mailand, so dass die im Jahre 1998 entstandene Produktion „Rhythm of the gods“ im Jahr 1999 mit einer Tournee in England und Schottland weitergeführt wurde. Daraufhin entwickelte Murah Soares vier Tanz-Theater-Stücke mit Live-Musik und Visuals mit der palästinensischen Tänzerin Leila El-Jarad. 2012 gründete er das „Murah Soares Ensemble“, mit dem er die Inszenierung des Stückes „Ossayins Liebeszauber“ in Berlin aufführte, bei dem die Mythen des afro-brasilianischen Götter-Pantheon der Orixa in Verbindung mit dem transversalen menschlichen Kulturerbe von Mythen und Legenden gebracht werden.

## Leiter des interkulturellen Forum Brasil e.V.
Im Februar 2007 eröffnete Murah Soares mit Martin Titzck und vielen Unterstützern das interkulturelle Zentrum Forum Brasil in Berlin-Kreuzberg. Das Forum Brasil ist ein deutsch-brasilianisches Kultur- und Sozialzentrum für Völkerverständigung, interkulturellen Dialog und soziales Engagement, in dessen Räumen auch der Ilê Obá Silekê beheimatet ist.

## Tänzer und Choreograph
Seit 2007 unterrichtet Murah Soares Brazilian-Afro-Dance im Forum Brasil in Berlin. Neben dem regulären Tanz-Unterricht leitet Murah Soares dazu auch Workshops u. a. in Köln, Rom und Mailand, in Basel  und in Manchester sowie beim internationalen „Festival Afrocaribé“ in Veracruz (Mexico). Die Eigenart der Workshops von Murah Soares ergibt sich aus der Kombination von Tanzsequenzen und Choreografien zu Tanz, Kultur und Rhythmen der afro-brasilianischen Religion des Candomblé.

### Babalorixá Muralesimbe des Ilê Obá Sileké
Neben seiner künstlerisch-tänzerischen Arbeit in seinem weltlichen Leben widmete sich Murah Soares spirituell vor allem der afro-brasilianischen Religion des Candomblés als Babalorixá Muralesimbe des Ilê Obá Sileké in Berlin. Der Ilê Obá Sileké ist der erste Candomblé-Tempel Deutschlands, der im Sommer 2008 von der spirituellen Führerin des Candomblé, einer sog. Yalorixá und renommierten Menschenrechtlerin, Mãe Beata aus Rio de Janeiro als direkte Repräsentanz ihres Tempels in Deutschland geweiht wurde.
Seine Initiation beim Candomblé fand im Candomblé-Tempel Apó Axé Ala Nan Muji, von dem inzwischen verstorbenen Babá Badu de Oxosse in Salvador da Bahia statt. Heute ist er Candomblé-Sohn von Yá Beata de Iemanjá, Beatriz Moreira Costa, aus der Ilê Omi Ojú Arô – Haus des Wassers der Augen Oxossis – aus Rio de Janeiro.
Über fast 30 Jahre wurde er durch die verschiedenen Initiationsstufen zum Babalorixá (oberste spirituelle Führungs- und Leitungsfigur des Candomblé) geweiht, wobei es der durchschnittliche Werdegang des Babalorixá (weiblich: Yalorixá) ist, erst nach 21 Jahren Initiation zu dieser höchsten Stufe zu gelangen. Im Candomblé gibt es hierbei verschiedene Initiationsstufen und auch nicht jedem Initiierten ist die Ehre gegeben, Babalorixá zu werden. Die Hauptaufgabe der Babalorixás / Yalorixás ist die rituelle und organisatorische Abläufe im Candomblé-Tempel zu gewährleisten. Der Babalorixá ist so gesehen der spirituelle Vater für die Mitglieder (Filhos) der Candomblé-Gemeinschaft, wobei seine Aufgaben u. a. die Bewahrung und Weiterentwicklung der Orixá-Tradition, die Initiation und Ausbildung sowie die Heilungsarbeit aller Filhos beinhaltet.